# MySpace Records
MySpace Records — лейбл звукозаписи, основанный в 2005 году интернациональной социальной сетью MySpace для записи исполнителей, зарегистрированных на сайте. Владельцем рекорд-студии является Universal Music Group. Лейбл входит в состав группы Interscope Records . Дистрибьюторской деятельностью занимается Fontana Distribution.

## Значимые события
В марте 2008 года состоялся релиз девятого альбома Pennywise — «Reason to Believe». Альбом был доступен для бесплатного скачивания в течение двухнедельного периода при добавлении профиля рекорд-студии «в друзья» .
В сентябре 2008 года договор с лейблом подписала Christina Milian.

## Список исполнителей

### Действующие исполнители
- Call the Cops
- Kate Voegele
- Meiko
- Disco Curtis[4]

### Исполнители, покинувшие лейбл
- Jeremy Greene
- Christina Milian
- Jordyn Taylor
- Mateo
- Mickey Avalon
- Nico Vega
- Pennywise
- Polysics
- Sherwood
- Carly Rae Jepsen

## Сборники
- MySpace Records Volume 1 (2005)